# صحراهای استرالیا

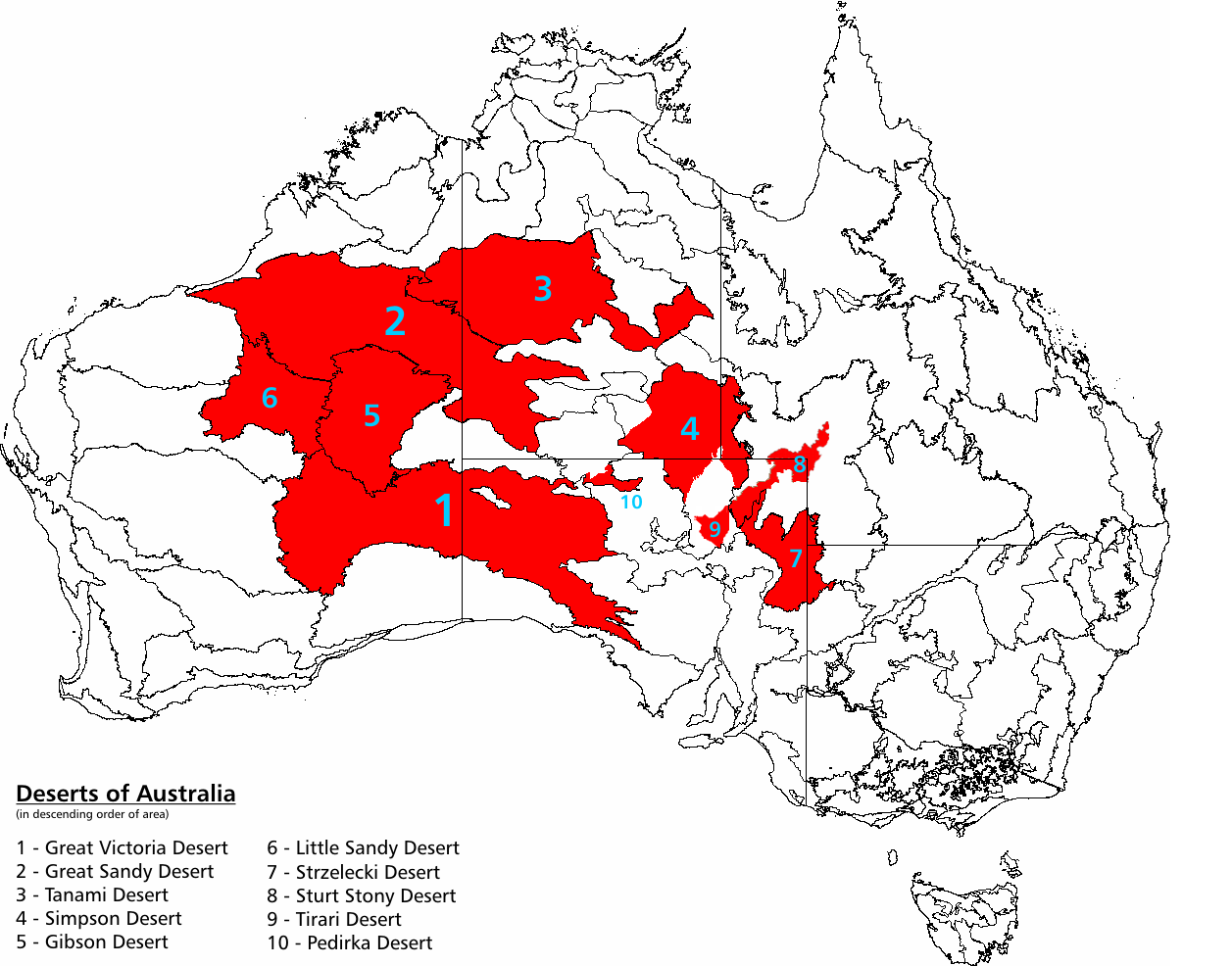
نقشهٔ نشانگر بیابان‌های استرالیا که اغلب آنها در فلات غربی استرالیا قرار دارند

صحراهای استرالیا (انگلیسی: Deserts of Australia) محدوده‌ای مشتمل بر ۱٬۳۷۱٬۰۰۰ کیلومتر مربع (۵۲۹٬۰۰۰ مایل مربع) از قارهٔ استرالیا را شامل می‌گردد و به تعبیر دیگر بالغ بر ۱۸٪ از فضای کلی سرزمین استرالیا را در بر می‌گیرد. اغلب بیابان‌های استرالیا در محدوده فلات غربی استرالیا و همین‌طور زمین‌های کم‌ارتفاع داخلی این قاره قرار دارند.
بیابان‌های استرالیا یا بیابان‌های استرالیا حدود ۲٬۷۰۰٬۰۰۰ کیلومتر مربع (۱٬۰۰۰٬۰۰۰ مایل مربع)، یا ۱۸٪ از سرزمین اصلی استرالیا را پوشش می‌دهند، اما حدود ۳۵٪ از قاره استرالیا آنقدر کم باران می‌شود که عملاً بیابان است.